# 金庸图书馆 (嘉兴)
嘉兴金庸图书馆，位于中华人民共和国浙江省嘉兴市南湖区越秀南路56号嘉兴学院越秀校区北区内，是由武侠小说家金庸投资建造的图书馆，也是中国内地唯一一个以金庸命名的图书馆。

## 历史
嘉兴市代管的海宁市是金庸的故乡，其武侠小说作品也多以嘉兴为素材。1992年，金庸捐资300万港币兴建金庸图书馆，位置设在嘉兴学院越秀校区北区（原嘉兴高等专科学校）校园内。当年12月2日动工，1994年1月竣工，同年4月3日开馆启用。在落成典礼上，金庸再次捐赠20万港币为金庸图书馆购置图书，并为图书馆题词“感我桑梓，锡以嘉名，愿尽菲薄，助振斯文”。而曾参与过金庸图书馆捐赠仪式的嘉兴本土人士曾鹏回忆道，金庸曾表示不想因为做一点小小贡献而宣扬，所以希望图书馆不要以自己的名字来命名，而叫“嘉兴图书馆”。但在当地的坚持下最终确定为“金庸图书馆”。
2003年10月25日，金庸再次来到金庸图书馆，在报告厅内为学生们演讲，并现场题写匾牌“嘉兴学院金庸研究所”。当时的报告厅内座无虚席。
2010年，随着嘉兴学院校区搬迁，金庸图书馆的藏书被搬迁至梁林校区，暂存于9号楼。2017年6月，金庸文献室在嘉兴学院梁林校区4号楼落成。根据嘉兴学院相关负责人的说法，该校在梁林校区新图书馆设立金庸馆，馆内除展出金庸到访嘉兴学院时的照片、金庸作品，还有金庸图书馆模型。

### 存废之争
据《中国慈善家》报道，2021年公布的嘉兴学院图书馆搬迁项目询价文件显示，该学院计划将金庸图书馆书刊搬运至嘉兴学院梁林校区扩建工程二期新校区图书馆，搬迁图书为1万册。有知情人士表示，金庸图书馆原址被弃置，2018年以后已不再使用。同年，嘉兴市人民政府官网公布《对市政协八届五次会议第226号提案的答复》，回应了曹坚委员提出的《关于保留金庸图书馆建筑的建议》。这份答复中提出，嘉兴市会会同规划部门，明确该片区功能定位，确保金庸图书馆建筑能够保留并融入片区的建设之中，并做好金庸图书馆的保护。嘉兴市文化广电旅游局回复称，将切实做好金庸图书馆建筑保护。
2023年3月28日，嘉兴市公布2023年度嘉兴市级国有土地上房屋征收计划表，其中包括嘉服集团（原嘉兴学院北校区）地块，有媒体指出地块内的金庸图书馆有被拆除的可能。
2023年4月22日，微信公众号“六神磊磊读金庸”发表文章《恳请相关方面不要拆除金庸图书馆》，引发金庸图书馆的存废争议。根据文章贴图，金庸图书馆的金字馆名被拆除。而图书馆所在的嘉兴学院越秀校区也悬挂着“施工现场、严禁入内”的标牌，但保安没有透露禁止入内的原因。
2023年4月23日，嘉兴市文化广电旅游局、嘉兴市住建局、嘉兴市南湖区政府召开媒体通气会。嘉兴市文化旅游局副局长王春燕表示，针对金庸图书馆，官方不会简单的一拆了之。同日，嘉兴市南湖区政府办公室发布消息称，金庸图书馆的具体保护利用方案正在优化论证之中，并表示“将坚持传承与弘扬并重的原则，更好发挥其历史文化作用”。

## 设计布局
根据公开资料，金庸图书馆占地7亩，建筑面积2300余平方米。其馆舍设计取江南民居之法，以高低错落、前后错位之布局。全馆共有二层楼，实现了传统与现代建筑理念的结合。
金庸图书馆内设有金庸藏书室、计算机室、情报检索室、流通阅览室、外文阅览室等，设300个阅览座席。1997年有藏书10万余册，3.5万余种。其中金庸藏书室有收藏、陈列大量有关金庸及其作品研究介绍的图片、书籍、报刊资料等，也有历代嘉兴籍名人的著作以及部分影印的线装古籍书。